# Les Petits Chanteurs à la croix de bois
Les Petits Chanteurs à la Croix de Bois ("Los Pequeños Cantores a la Cruz de Madera," también referidos por sus siglas, PCCB) es un coro de niños procedente de París que, desde 2014, tiene su sede en Autun (Borgoña, Francia). Fue fundado como una escuela de canto en 1907 por dos estudiantes franceses (Paul Berthier y Pierre Martin). La idea inicial fue crear un coro itinerante, no adscrito a ninguna iglesia o parroquia particular, que revitalizara la música sacra en Francia, pero más tarde adquirió carácter internacional.
Dirigida principalmente a las clases menos pudientes, la institución acoge a chicos de 9 o 10 años que permanecen en el coro hasta cumplir los 15. Reciben formación musical y escolar, y cada año ofrecen aproximadamente siete giras en Francia y otras tres alrededor de todo el mundo. 
Les Petits Chanteurs à la Croix de Bois (los Pequeños Cantores de la Cruz de Madera) encabezan una federación internacional de "Pequeños Cantores" que aglutina a cerca de 2.000 coros que incluyen unos 80.000 jóvenes cantores en todo el mundo. En la giras, el coro originario reúne entre 16 y 24 voces dirigidas por Hugo Gutiérrez, su Director Artístico desde 2014.

## Historia
Todo comienza en la Abadía de Tamié (Savoya), donde Pierre Martin y Paul Berthier (1884-1953), dos estudiantes que habían ido a pasar allí unos días de retiro, deciden crear una maestría de niños para revitalizar la música sacra de las iglesias francesas. Se trataba de una idea pionera, y que hasta ese momento, los coros de música sacra habían estado ligados a alguna institución religiosa concreta. A la vuelta a París, comienzan a desarrollar el proyecto entre chicos de distintos colegios, y pronto comienzan las actuaciones.

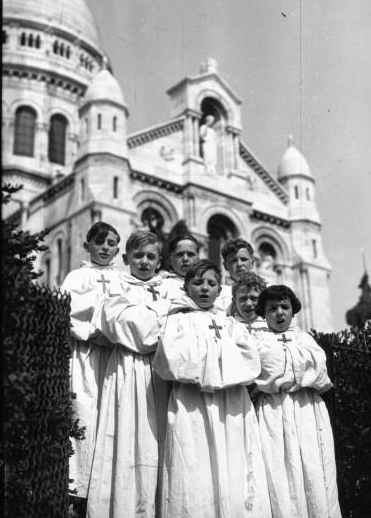
Les Petits Chanteurs à la croix de bois delante de la basílica du Sacré-Cœur de Montmartre en 1936.

Unos años después el abad Fernand Maillet se hace cargo de la dirección del proyecto y decide darle un alcance más internacional, comenzando en 1924 las actuaciones fuera de Francia. Tras el estallido la Segunda Guerra Mundial, la sede del coro se desplaza a Lyon en 1940. Allí, Maillet concibió la idea viajar a Suiza para de tocar en los campos de prisioneros, pero debía soslayar el rechazo de los nazis. Finalmente, Petits chanteurs consiguió el permiso en 1942. Esto dio lugar al surgimiento de pequeños coros entre los prisioneros, que trataban de emularles y así sobrellevar sus duras condiciones con mayor ánimo.
En 1943, la sede del coro se desplaza de nuevo a París. En aquellos años, sus actuaciones incluyeron una visita a Vichy durante la ocupación, incluyendo temas de compositores franceses como Claude Debussy, Maurice Ravel, Vincent d'Indy, Jacques Ibert o Claude Delvincourt, acompañados en ocasiones por Maurice Duruflé. Tras la liberación, el padre Maillet, viendo el efecto tan positivo que habían tenido las actuaciones del coro entre la población oprimida, fundó la «Federación Internacional de Pequeños Cantores» para fomentar los movimientos que habían ido surgiendo. Su nueva labor comenzó entre los niños huérfanos y vagabundos de París, alcanzando un éxito que hace que hay quienes sitúen el origen de Les Petits Chanteurs à la Croix de Bois en esos años.

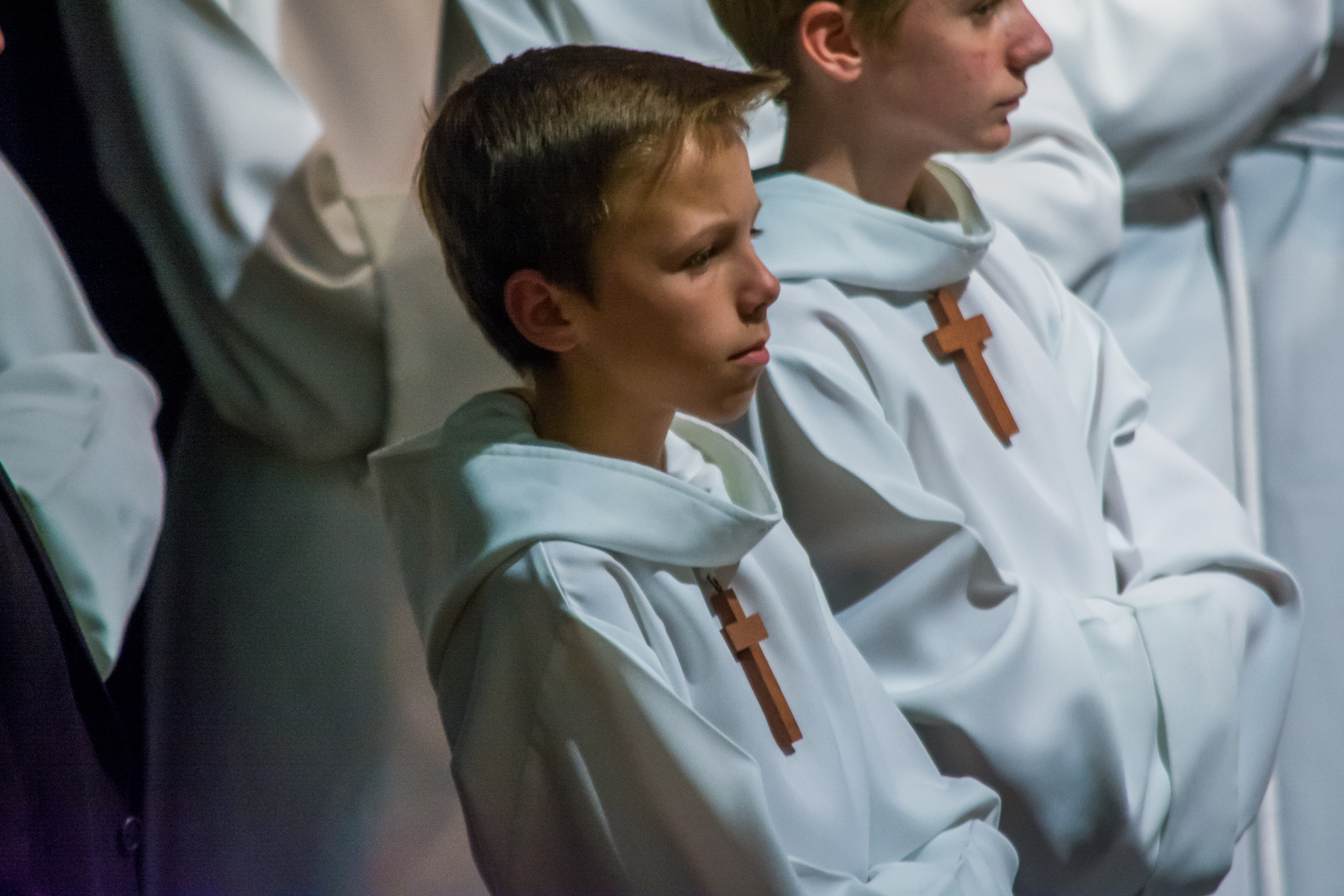
Les Petits Chanteurs en San Petersburgo (24/10/2016).

Desde entonces, y después de unos 17.000 conciertos, el coro ha ido incluyendo obras de la música secular y tradicional a su repertorio. Uno de sus vídeos más virales en Youtube es la original y expresiva interpretación que llevan a cabo del Dúo de los gatos de Rossini en un concierto en Seúl (Corea), el 30 de noviembre de 1996.
Darius Milhaud, quien escribiera para ellos la Cantata para la Paz en 1937, dijo de esta escuela de canto que era "un milagro de fe, tenacidad, entusiasmo y talento".

## Discografía
- Noël (1995)
- Il était une fois... (2011)[6]
- Comme un chant d'Espérance (2019)[7][8]
- Chantons Noël! (2021)
- Messe brève (2022)